# پوله‌ووی (استان بلگورود)
پوله‌ووی (انگلیسی: Polevoy, Belgorod Oblast) یک شهرک در بخش نوووسکولسکی استان بلگورود کشور روسیه است.